# Sojuz 40
Sojuz 40 (ryska: Союз-40) var en flygning i det sovjetiska rymdprogrammet. Flygningen gick till rymdstationen Saljut 6 och var den nionde i Interkosmosserien. Farkosten sköts upp med en Sojuz-U-raket från Kosmodromen i Bajkonur den 14 maj 1981. Den dockade med rymdstationen den 15 maj 1981. Farkosten lämnade rymdstationen den 22 maj 1981. Några timmar senare återinträdde den i jordens atmosfär och landade i Sovjetunionen.
Det var den sista bemannade flygningen till Saljut 6, och även den sista flygningen med Sojuz av typen 7K-T.